# Timoxè de Corint
Timoxè de Corint (en llatí Timoxenus, en grec antic Τιμόξενος) fou un militar grec fill de Timòcrates.
Va ser un dels comandants de l'exèrcit corinti que l'estat de Corint va enviar a Acarnània l'any 431 aC.